# Kottbusser Damm
Der Kottbusser Damm bildet einen Teil der Grenze der Berliner Bezirke Friedrichshain-Kreuzberg und Neukölln. Der Name Kottbusser Damm, der sich trotz der abweichenden Schreibweise von der Stadt Cottbus ableitet, wurde erstmals 1874 erwähnt. Im Jahr 1838 hieß die Straße Rixdorfer Damm.

## Lage und Verlauf
Der Kottbusser Damm beginnt im Norden in Verlängerung der vom Kottbusser Tor kommenden Kottbusser Straße am Landwehrkanal an der Kottbusser Brücke und verläuft gerade in südöstliche Richtung. Das südliche Ende der Straße markiert der Hermannplatz, hier bildet der Kottbusser Damm zusammen mit der Urbanstraße und der Sonnenallee eine Kreuzung: Die Urbanstraße läuft von Westen her auf den Kottbusser Damm zu und setzt sich östlich der Kreuzung in der Sonnenallee fort. Der Kottbusser Damm liegt mit dem gesamten Straßenland und der westlichen Häuserzeile mit den Hausnummern 1–36 im Ortsteil Kreuzberg, die Bebauung auf der östlichen Straßenseite des Kottbusser Damms gehört mit den Hausnummern 62–104 zum Ortsteil Neukölln. Der Hausnummernverlauf folgt dem Prinzip der Hufeisennummerierung.

## Verkehr
Der Kottbusser Damm ist eine sechsstreifige Hauptverkehrsstraße mit einem begrünten Mittelstreifen und zwei getrennten Richtungsfahrbahnen. Unter der Straße verläuft die Linie U8 der Berliner U-Bahn, der U-Bahnhof Schönleinstraße dieser Linie liegt im Verlauf des Kottbusser Damms. Er wurde 1926/1927 nach Entwurf von Alfred Grenander errichtet und steht komplett unter Denkmalschutz. Von 1951 bis 1992 hieß der Bahnhof Kottbusser Damm.

### Radverkehr
Auf dem Kottbusser Damm existierten bis Ende April 2020 zwei Fahr- und ein Parkstreifen je Richtung. Radverkehrsanlagen waren nicht vorhanden. 2017 brachten Bündnis 90/Die Grünen einen Antrag in die Bezirksverordnetenversammlung (BVV), nach dem die Parkstreifen beidseitig baulich abgetrennten Radwegen weichen und über die Fahrbahn erreichbare Lieferbereiche eingerichtet werden sollen. Außerdem sollen „insbesondere die Kreuzungsbereiche des Kottbusser Damms so gestaltet werden, dass Radfahrende durch abbiegende Fahrzeuge möglichst wenig gefährdet werden.“ Der Antrag wurde am 10. Mai 2017 von der BVV beschlossen. 2018 trat zudem das Berliner Mobilitätsgesetz in Kraft, nachdem auf den Hauptverkehrsstraßen Berlins geschützte Radverkehrsanlagen einzurichten sind. Auf einer Demonstration der Bürgerinitiative „autofrei“ am 26. Oktober 2019 für mehr Verkehrsberuhigung, erklärte der Baustadtrat des Bezirks Friedrichshain-Kreuzberg Florian Schmidt, die Absicht, die Straße ab Sommer 2020 umbauen zu lassen, sodass dort ein mit Pollern geschützter Radweg, ein Streifen für den Lieferverkehr und ein Fahrstreifen für den motorisierten Verkehr entstehen soll. Zum Parken soll zukünftig ein derzeit leerstehendes Parkhaus am Hermannplatz dienen. Während der COVID-19-Pandemie wurden in Berlin an mehreren Straßen temporäre Pop-up-Radwege eingerichtet um mehr Platz für sicheren Radverkehr zu schaffen. Der Kottbusser Damm erhielt am 23. April beidseitig einen solchen Radweg, der mit einer gelben Linie markiert Baustellenbaken markiert wurde. Es handelte sich dabei um eine provisorische Umsetzung der für dort bereits geplanten Radverkehrsanlage. Später soll der Radweg entsprechend dem Mobilitätsgesetz in einen permanenten Radweg mit fest installierten Pollern überführt werden. Auf der rechten Fahrbahn wurden Lieferzonen, Behindertenplätze und Taxistände eingerichtet werden. Um die weggefallenen Parkplätze zu kompensieren, hatte der Bezirk mit dem anliegenden Parkhaus am Hermannplatz einen vergünstigten Parkpreis für Anwohner vereinbart.
Am 14. April 2021 wurde mit der Verstetigung des Pop-up-Radwegs in eine baulich installierte Infrastruktur begonnen. Diese besteht in beiden Richtungen auf 900 Metern Länge aus je einem mit aus Mexiko stammenden bodennahen Protektionselementen geschützten Radweg. Die Protektionselemente sind 80 Meter lang, 13 Zentimeter hoch und 40 Zentimeter breit. An den Fußwegübergängen dienen Stahlpoller als Protektion. Die Radwege haben eine Breite von 2,50 Metern. Hinzu kommt ein ein Meter breiter Sicherheitstrennstreifen, der das Befahren von Einsatzfahrzeugen ermöglicht. Zusätzlich werden insgesamt 18 Liefer- und Ladezonen eingerichtet.
Das Institute for Advanced Sustainability Studies führte anhand mobiler Messungen nach der Einrichtung des Pop-up-Radwegs eine Untersuchung durch, um herauszufinden wie sich die veränderte Verkehrsinfrastruktur auf die Luftqualität und Schadstoffbelastung auswirkt. Dabei wurde eine Verringerung der Belastung mit Luftschadstoffen um 22 Prozent festgestellt.

## Einrichtungen, Bauwerke und Denkmäler
Die Wohnbebauung entlang des Kottbusser Damms entstand zur Gründerzeit, wurde im Laufe der Jahre kaum modernisiert oder saniert. So gibt es dort nun statt der ursprünglichen hochwertigen Einzelhandelsgeschäfte mehrere kleinere – für Kreuzberg und Neukölln typische – hauptsächlich türkische und arabische Läden und Gaststätten im Erdgeschoss. Etwa ein Drittel der Bewohner dieser Straße sind Menschen mit Migrationshintergrund. Der Legende nach wurde die in Deutschland übliche Variante des Döner Kebab im Fladenbrot Anfang der 1970er Jahre in einer türkischen Gaststätte am Kottbusser Damm erstmals verkauft.
Erwähnenswert sind drei weitere Baudenkmale in dieser Straße:
- Nummer 2/3: ein Mietshaus aus den Jahren 1910/1911 von Bruno Taut und Arthur Vogdt, 1977–1980 nach Plänen von Hinrich und Inken Baller umgebaut,[9]
- Nummer 72 mit Lenaustraße 1–4: ein Wohnheim aus den Jahren 1911–1913 des Christlichen Vereins Junger Männer nach dem Entwurf des Architekten A. Tieffenbach, 1989 umgebaut,[10]
- Nummer 90 mit Bürknerstraße 12–14 und Spremberger Straße 11: Wohnanlage von Bruno Taut und Arthur Vogdt aus den Jahren 1909–1910.[11]

Vor den Hausnummern 5, 7, 36 und 77 wurden Stolpersteine zum Gedenken an Menschen verlegt, die in der Zeit des Nationalsozialismus verfolgt wurden. (Siehe Liste der Stolpersteine in Berlin-Kreuzberg und Liste der Stolpersteine in Berlin-Neukölln)